# الجد الفاسق
الجد الفاسق (بالإنجليزية: Dirty Grandpa)‏ هو فيلم كوميدي أمريكي من إخراج دان ميزر وبطولة روبرت دي نيرو، زاك إيفرون، أوبري بلازا، زوي دويتش، جوليان هوف وديرموت مولروني، صدر الفيلم في 22 يناير 2016.

## روابط خارجية
- الجد الفاسق على موقع IMDb (الإنجليزية)
- الجد الفاسق على موقع ميتاكريتيك (الإنجليزية)
- الجد الفاسق على موقع روتن توميتوز (الإنجليزية)
- الجد الفاسق على موقع نتفليكس (الإنجليزية)
- الجد الفاسق على موقع قاعدة بيانات الأفلام العربية
- الجد الفاسق على موقع ألو سيني (الفرنسية)
- الجد الفاسق على موقع Turner Classic Movies (الإنجليزية)
- الجد الفاسق على موقع أول موفي (الإنجليزية)
- الجد الفاسق على موقع بوكس أوفيس موجو (الإنجليزية)
- الجد الفاسق على موقع فيلمافينيتي (الإسبانية)